# كينيث دورانت
كينيث دورانت (بالإنجليزية: Kenneth Durant)‏ هو صحفي أمريكي، ولد في 1889، وتوفي في 1972.